# Sächsischer Kunstfonds
Der Sächsische Kunstfonds (amtlicher Name: Kunstfonds des Freistaates Sachsen) mit den Schwerpunkten Kunst der DDR und zeitgenössische Kunst umfasst mehr als 30.000 Werke der bildenden Kunst seit 1945. Er gehört seit 2004 zu den Staatlichen Kunstsammlungen Dresden.
Die Sammlung wird durch öffentliche Aufträge und Ankäufe von bildender Kunst aller Sparten mit Bezug zu Sachsen ergänzt. Vorgänger war das Büro für Bildende Kunst beim Rat des Bezirkes Dresden.
Die Sammlung ist der Öffentlichkeit nicht regelmäßig zugänglich.